# Esyin Cordero
Esyin Rolando Cordero Navarro (San Isidro de El General, Pérez Zeledón, 19 de abril de 1995) es un futbolista costarricense que se desempeña como mediocampista y actualmente milita en el Municipal Santa Ana de la Segunda División de Costa Rica.

## Trayectoria
Esyin realizó sus ligas menores en el Municipal Pérez Zeledón y hace su debut el 28 de octubre de 2015 bajo la dirección técnica del brasileño Flavio Da Silva en un encuentro ante el Club Sport Cartaginés relevando en el minuto 63 a Luis Carlos Barrantes.

## Clubes
| Club                                      | País       | Año           |
| ----------------------------------------- | ---------- | ------------- |
| Pérez Zeledón                             | Costa Rica | 2015 - 2018   |
| Asociación Deportiva y Recreativa Jicaral | Costa Rica | 2018 - 2019   |
| Pérez Zeledón                             | Costa Rica | 2019          |
| Municipal Garabito                        | Costa Rica | 2020          |
| Municipal Liberia                         | Costa Rica | 2021 - 2023   |
| Municipal Santa Ana                       | Costa Rica | 2024 - actual |